# Шаста Лејк (Калифорнија)
Шаста Лејк (енгл. Shasta Lake) град је у америчкој савезној држави Калифорнија. По попису становништва из 2010. у њему је живело 10.164 становника.

## Демографија
Према попису становништва из 2010. у граду је живело 10.164 становника, што је 1.156 (12,8%) становника више него 2000. године.
| Група             | 2000.         | 2010.         |
| Белци             | 7.629 (84,7%) | 8.286 (81,5%) |
| Афроамериканци    | 65 (0,7%)     | 67 (0,7%)     |
| Азијати           | 32 (0,4%)     | 233 (2,3%)    |
| Хиспаноамериканци | 557 (6,2%)    | 865 (8,5%)    |
| Укупно            | 9.008         | 10.164        |